# Possum Magic
Oma Possums Zauber-Schau (englischer Originaltitel Possum Magic) ist ein Bilderbuch der australischen Autorin Mem Fox, das 1983 mit den Illustrationen von Julie Vivas beim Verlag Omnibus Books veröffentlicht wurde. Die deutsche Erstausgabe in einer Übersetzung von Doris und Michael Mailänder erschien 1987 beim Verlag Franckh. Mit über 3 Millionen verkauften Exemplaren ist es das erfolgreichste Kinder- und Bilderbuch aller Zeiten in Australien.

## Entstehung
Die Autorin Fox  begann in den 1970er Jahren an der Flinders University in Adelaide Kinderliteratur zu studieren. Im Rahmen einer Hausarbeit verfasste sie die viereinhalb seitige Geschichte Hush the Invisible Mouse. Ihr Lehrer Felix Hughes schlug Fox vor, eine Veröffentlichung anzustreben und von der Studentin Julie Vivas illustrieren zu lassen. Das Buch wurde zunächst von neun Verlagen abgelehnt. Der Verlag Omnibus Books bat Fox schließlich, die Maus durch ein typisch australisches Tier zu ersetzen und eine gekürzte und lyrischere Textfassung zu erstellen. Zusammen mit den neuen Illustrationen von Vivas entstand so Possum Magic, das 1983 erstmals veröffentlicht wurde. Bis heute ist es in den zahlreichen Auflagen mit über 3 Millionen verkauften Exemplaren das erfolgreichste Kinderbuch Australiens und laut einer Erhebung der australischen Regierung das am häufigsten in Büchereien bereit gehaltene Buch.

## Inhalt
Hauptcharaktere des Buchs sind die beiden Possums Plum-Plum und Oma Possum (im englischen Original Hush und Grandma Poss). Plum-Plums Großmutter verfügt über Zauberkräfte (Busch-Magie), mit denen sie ihren Enkel unsichtbar macht. Als Plum-Plum eines Tages wissen will, wie er aussieht, kann sich Oma Possum nicht mehr an den Zauberspruch erinnern, um Plum-Plums Unsichtbarkeit rückgängig zu machen. Nur dass der Spruch etwas mit ‚Menschenfutter‘ zu tun hat, fällt ihr schließlich wieder ein. Gemeinsam machen sich die beiden auf eine Reise quer durch Australien, um ein Mittel zu finden, mit dem der kleine Possum wieder sichtbar werden kann. Dabei treffen sie auf diverse australische Tiere wie Wombat, Dingo, Emu oder Koala und probieren die verschiedensten regionalen Gerichte wie ANZAC-Kekse oder Vegemite, bis Plum-Plum schließlich tatsächlich wieder sichtbar wird.

## Rezeption
Cynthia Quarry schreibt in ihrer Buchrezension: „Die lustigen Reime und Alliterationen bieten sich zum Vorlesen an. Julie Vivas’ witzige Aquarelle zeigen Oma Possum herrlich exzentrisch mit Sonnenbrille und Pantoffeln, und die Sterne machen gleich klar, dass es hier um Zauberei geht. In diesem Buch gibt es viel über Australien zu lernen. Auf der letzten Seite erklärt ein Glossar für Nicht-Australier die Gerichte und eine Karte zeigt die Reiseroute.“ Das Horn Book Magazine schreibt 1991 anlässlich einer Neuauflage des Buchs: „Mem Fox und Julie Vivas nehmen die Leserinnen und Leser mit auf eine Reise durch Australien und erzählen von den Experimenten eines unsichtbaren Opossums. Sie verschmelzen Text und Illustrationen so meisterhaft miteinander, dass es wie ein Taschenspielertrick wirkt. […] Ein bezauberndes Buch.“ Jeanette Larson schreibt im School Library Journal: „Obwohl die Figuren, die Schauplätze und das Vokabular durch und durch australisch sind, hat Possum Magic einen universellen Reiz. Fox wählt ihre Worte mit Bedacht und lässt die Leser glauben, dass bestimmte Lebensmittel einfach magisch sein könnten. Vivas verwendet eine Vielzahl von Techniken, darunter Spritztechniken und Lavierungen, um ganz- und doppelseitige Aquarellillustrationen zu schaffen, die den Text wunderbar ergänzen und die Leser begeistern. Das Buch eignet sich perfekt zum Vorlesen, aber auch für den Unterricht, da es eine vereinfachte Karte und ein Glossar enthält.“

## Referenzen
Oma Possums Zauber-Schau ist in dem literarischen Nachschlagewerk 1001 Kinder- und Jugendbücher – Lies uns, bevor Du erwachsen bist! für die Altersstufe 3+ Jahre enthalten.

## Adaptionen
Auf Grundlage der Geschichte wurde 1990 von Garry Ginivan ein gleichnamiges Musical entwickelt, das seitdem regelmäßig in Australien aufgeführt wird. Eine weitere musikalische Version wurde drei Mal vom Symphonieorchester Adelaide gespielt.

## Ausgaben
- Possum Magic. Omnibus Books, Australien 1983 (englisch).
- Oma Possums Zauber-Schau. Franckh, Stuttgart 1987, ISBN 978-3-440-05700-1.